# Sphaerotheca rolandae
Espèce
Synonymes
- Rana breviceps rolandae Dubois, 1983
- Tomopterna rolandae (Dubois, 1983)

Statut de conservation UICN

 LC  : Préoccupation mineure
Sphaerotheca rolandae est une espèce d'amphibiens de la famille des Dicroglossidae.

## Répartition
Cette espèce est endémique du Sri Lanka. Elle se rencontre du niveau de la mer à 200 m d'altitude.
Les populations décrites en Inde et au Népal sont sujettes à controverses.

## Description
Sphaerotheca rolandae mesure de 32 à 43 mm pour les mâles et de 34 à 50 mm pour les femelles. Son dos est brun clair ou jaune avec des marbrures brun-foncé. La gorge des mâles adultes est bleu nuit ou tachée de brun. Ils présentent une paire de sacs vocaux.

## Étymologie
Cette espèce est nommée en l'honneur de Rolande Roux-Estève.

## Publication originale
- Dubois, 1983 : Note préliminaire sur le groupe de Rana (Tomopterna) breviceps Schneider, 1799 (Amphibiens, Anoures), avec diagnose d'une sous-espèce nouvelle de Ceylan. Alytes, vol. 2, p. 163-170.